# فرودگاه شهرستان پرسون
 فرودگاه پرسون کانتی (به انگلیسی: Person County Airport) یک فرودگاه همگانی بهره‌برداری هوایی است که یک باند فرود آسفالت دارد و طول باند آن ۱۸۳۰ متر است. این فرودگاه در کشور ایالات متحده آمریکا قرار دارد و در ارتفاع ۱۸۶ متری از سطح دریا واقع شده است.